# CP Bootis
CP Bootis, eller HD 127986, är en ensam stjärna belägen i den mellersta delen av stjärnbilden Björnvaktaren. Den har en skenbar magnitud av ca 6,40 och är mycket svagt synlig för blotta ögat där ljusföroreningar ej förekommer. Baserat på parallax enligt Gaia Data Release 2 på ca 12,91 mas beräknas den befinna sig på ett avstånd av ca 253 ljusår (ca 77 parsec) från solen. Den rör sig bort från solen med en heliocentrisk radialhastighet av ca 6 km/s.
I maj 1977 upptäckte Michel Auvergne et al. oavsiktligt att stjärnan är en variabel stjärna, när de använde den som jämförelsestjärna för fotometriska observationer av Gamma Bootis. Den fick dess variabelbeteckning, CP Bootis, år 1981.

## Egenskaper
CP Bootis är en gul till vit underjättestjärna av spektralklass F8 IVw, vilket anger att den nästan har förbrukat vätet i dess kärna och nu utvecklas till en jättestjärna. Den har en massa som av ca 1,8 solmassa, och utsänder energi från dess fotosfär motsvarande ca 12 gånger solen vid en effektiv temperatur av ca 6 300 K. Den är en Delta Scuti-variabel med låg amplitud som varierar med en magnitud 0,02. Med en ålder av 1,7 miljarder år roterar den med en projicerad rotationshastighet på 5,7 km/s.